# Raión de Starobilsk
Raión de Starobilsk (en ucraniano: Старобільський район) es un raión o distrito de Ucrania en el óblast de Lugansk. La capital es la ciudad de Starobilsk.
Comprende una superficie de 6930 km². Los límites del distrito se cambiaron oficialmente en julio de 2020 como parte de la reforma administrativa-territorial de Ucrania.

## Demografía
Según estimación 2010 contaba con una población total de 53800 habitantes.

## Otros datos
El código KATOTTG es UA44140000000031142, el código KOATUU fue 4425100000. El código postal 92700 y el prefijo telefónico +380 6461.

## Localidades
- Chmyrivka